# واکنش هیدروبوراسیون–اکسیداسیون
واکنش هیدروبوراسیون-اکسیداسیون یا واکنش هیدروبوردار کردن-اکسید کردن یک واکنش آب‌پوشی دو مرحله‌ای است که طی آن یک آلکن به الکل تبدیل می‌شود. مسیر انجام واکنش به صورتی است که در نتیجه انجام واکنش، در انتهای یک اتم هیدروژن و یک گروه هیدروکسیل از یک سمت و به صورت سیس به پیوند پیوند دوگانه اضافه شده‌اند. واکنش هیدروبوراسیون-اکسیداسیون یک واکنش ضدمارکونیکوف است، به این معنی که گروه هیدروکسیل از بین دو اتم کربن موجود در دو سر پیوند دوگانه، به اتمی متصل می‌شود که کمترین استخلاف را داشته و اصطلاحاً خلوت‌تر باشد.

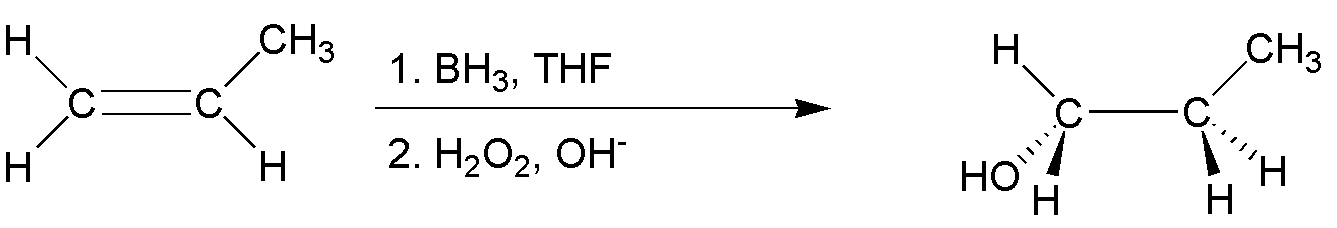
واکنش هیدروبوراسیون-اکسیداسیون در حلال تتراهیدروفوران و با کمک آب اکسیژنه

این واکنش برای اولین بار توسط هربرت سی براون در اواخر دهه ۱۹۵۰ گزارش شد و او به خاطر دستاوردهایش در این زمینه، موفق به دریافت جایزه نوبل شیمی در ۱۹۷۹ شد. 
شکل کلی واکنش به شرح زیر است: 